# 대한민국 대 이탈리아 (2002년 FIFA 월드컵)
2002년의 대한민국 대 이탈리아는 2002년 6월 18일, 대한민국 대전의 대전월드컵경기장에서 열린 2002년 FIFA 월드컵의 16강전 마지막 경기였다.
경기 전 국방부 군악대(계룡대 관할)의 반주로 이탈리아의 가수 엘레나 보넬리의 이탈리아 국가 제창과 테너 김영석의 애국가 제창으로 시작되었다.
시작 전 예상으로는 아무리 한국이 홈 그라운드의 이점을 갖고 있다고 하더라도 월드컵 우승만 3번을 차지한 이탈리아를 넘어서긴 어려울 것이란 예측이 많았다. 그러나 모든 이의 예상을 깨고 대한민국이 이탈리아를 만나 전반 비에리의 선제골을 시작으로 후반 종료 직전 설기현의 동점골, 여기에 연장 후반 12분에 터진 안정환의 골든골에 힘입어 2 : 1로 승리를 거두어 8강에 진출하자 관중석에서는 함성소리와 함께 KBS 전인석 아나운서의 멘트가 올려 퍼졌다. 앞서 이탈리아는 1966년 FIFA 월드컵에서 조선민주주의인민공화국에 0 : 1로 패배한 바 있었는데 이 경기마저 패배하면서 최초로 아시아 팀에게 2회 패배한 유럽 팀이라는 불명예를 얻었다. 또 2020년까지 월드컵에서 유일하게 남북한 모두에 패배한 팀이란 기록까지 생겼다. 게다가 이것은 대한민국 축구 국가대표팀이 처음으로 역대 월드컵 우승국을 상대로 거둔 승리이자 처음으로 역전승을 거둔 경기였다. 영국의 데일리 메일에서는 이 경기를 역대 월드컵 이변 6위에 선정했다.

## 개요
대한민국 축구 국가대표팀과 이탈리아 축구 국가대표팀이 월드컵에서 2번째로 맞붙은 경기이자 두 팀의 2번째 A매치 맞대결이었다. 두 팀은 1986년 FIFA 월드컵 A조 3차전 경기에서 처음 만났는데 이 때 이탈리아는 전 대회인 1982년 FIFA 월드컵 우승국인 신분이었고 한국은 1954년 FIFA 월드컵에 출전한 이후 32년 만에 다시 본선에 올라온 팀이었다. 멕시코의 푸에블라에서 치른 경기에서 당초 예상은 전 대회 우승국인 이탈리아가 조 최약체 대한민국을 가볍게 누를 것이라는 예상이 지배적이었다. 그만큼 한국과 이탈리아의 전력 차는 크게 느껴졌다. 그러나 막상 뚜껑을 열어보니 결과는 달랐다. 의외로 이탈리아는 대한민국을 상대로 고전을 면치 못했다.
전반 17분에 한국 골키퍼 오연교의 펀칭 미스로 흐른 볼을 알레산드로 알토벨리가 가볍게 밀어넣으며 선제골을 뽑아낼 때만 해도 쉽게 풀릴 것 같았으나 그 이후 한국의 치열한 압박에 고전을 면치 못했다. 오히려 이 당시 주심이었던 미국 국적의 데이비드 소차가 노골적으로 이탈리아를 도와주지 않았다면 큰 낭패를 볼 정도로 고전했다. 전반 33분, 이탈리아의 살바토레 바그니가 심판이 바로 보는 앞에서 허정무의 얼굴을 손으로 쳐서 넘어뜨렸는데 주심 데이비드 소차는 허정무가 시뮬레이션 반칙을 한 것인양 허정무에게만 일어나라고 고래고래 소리를 지르는 어이없는 짓을 했다. 이에 관중들은 주심을 향해 야유를 했고 그제야 분위기가 심상치 않다고 느꼈는지 허겁지겁 바그니에게 옐로 카드를 꺼냈다. 그리고 2분 후, 이탈리아의 공격수 알레산드로 알토벨리가 한국 진영의 페널티 박스에서 자기 혼자 자기 발에 걸려 넘어졌는데 주심 데이비드 소차는 한국의 파울을 선언하며 페널티킥을 주는 만행을 저질렀다. 이에 한국 수비수 박경훈이 격렬하게 항의했지만 데이비드 소차는 도리어 항의하는 박경훈에게 옐로 카드를 주는 해괴한 판정을 했다. 다행히도 이 때 알토벨리의 페널티킥은 골대를 맞고 빗나가 득점으로 연결되진 않았다.
이런 불리한 주심의 판정에도 불구하고 한국 선수들은 분전했고 마침내 후반 17분, 최순호가 이탈리아 진영 페널티 에어리어 좌측 외곽에서 오른발로 벼락 같은 슛을 날려 동점골을 뽑아냈다. 하지만 최순호의 동점골이 터진 이후로 데이비드 소차는 계속해서 석연찮은 판정을 남발했다. 한국 수비수들의 정당한 태클에도 불구하고 호각을 불어 파울을 선언했고 한국과 이탈리아 선수가 부딪쳐 양 팀 선수가 동시에 그라운드에 쓰러질 경우 어김없이 한국 측에 파울 선언이 돌아왔다. 결국 한국은 후반 28분, 알레산드로 알토벨리에게 추가골을 허용했고 후반 37분에 수비에 가담했던 조광래가 알토벨리의 슛을 막아내려다 손에 맞고 들어가 자책골을 넣으며 1 : 3으로 끌려갔다. 후반 43분, 허정무가 극적으로 만회골을 넣었지만 시간이 너무 짧았고 결국 2 : 3으로 석패하고 말았다.
이 경기는 그 날 이후 16년 만에 처음으로 맞붙는 것이었다.

## 경기 전 상황
이 대회가 열리기 전까지 14전 0승 4무 10패의 전적을 기록했던 대한민국 축구 국가대표팀은 네덜란드 출신의 명장 거스 히딩크를 영입해 이번에야말로 반드시 16강 진출을 이루겠다는 야심찬 목표를 정했다. 조별리그에서 한국은 폴란드, 미국, 포르투갈과 함께 D조에 속했다. 6월 4일, 부산아시아드주경기장에서 열린 1차전 폴란드와의 경기에서 한국은 전반 25분에 터진 백전노장 공격수 황선홍의 선제골과 후반 8분, 유상철의 결승골을 묶어 2 : 0 완승을 거두며 월드컵 도전 48년 만에 드디어 감격적인 첫 승을 기록했다. 6월 10일, 대구월드컵경기장에서 열린 2차전 미국과의 경기에서 한국은 2승을 거두어 조기에 16강 진출을 확정지으려 했지만 의외로 미국의 전력은 생각보다 탄탄해 고전을 면치 못했다. 전반 24분, 프랭키 헤이덕과의 충돌로 부상을 입은 황선홍이 치료를 받으러 잠시 그라운드 밖으로 나간 사이 한국 선수들의 대열이 흐트러졌고 이 틈에 클린트 매시스가 선제골을 넣으며 0 : 1로 끌려갔다가 후반 33분, 안정환의 동점골로 1 : 1 무승부를 거두었다. 그리고 6월 14일, 인천문학경기장에서 포르투갈과 마지막 경기를 치렀다. 한국은 짜임새 있는 수비로 포르투갈의 플레이메이커 루이스 피구를 완전히 지워버렸고 한국의 압박 수비에 쩔쩔매던 포르투갈 선수들은 흥분을 참지 못해 거친 파울을 남발하다 주앙 핀투와 베투가 잇달아 퇴장당하며 자멸했고 후반 25분, 박지성의 결승골로 한국이 1 : 0 승리를 거두었다. 2승 1무의 전적을 기록한 대한민국은 D조 1위로 16강 진출에 성공했다.
한편, 이탈리아는 한국과 달리 조별리그에선 고전을 면치 못했다. 이탈리아는 에콰도르, 크로아티아, 멕시코와 함께 G조에 속했다. 6월 3일, 삿포로 돔에서 열린 1차전 남미의 처녀 출전국 에콰도르와의 경기에선 크리스티안 비에리의 원맨 쇼로 2 : 0 완승을 거두며 좋은 출발을 했다. 그러나 6월 8일, 이바라키 현립 가시마 사커 스타디움에서 열린 크로아티아와의 2차전에선 후반 10분에 비에리의 선제골로 앞서갔으나 후반 28분에 이비차 올리치에게 동점골을 허용했고 불과 3분 뒤인 후반 31분에 밀란 라파이치에게 역전골을 허용하며 1 : 2로 역전패를 당해 탈락 위기에 몰렸다. 6월 13일, 오이타 스타디움에서 열린 멕시코와의 최종전에서도 전반 34분, 멕시코의 하레드 보르헤티에게 선제골을 허용하며 0 : 1로 끌려가며 고전했다. 그러나 후반 40분, 알레산드로 델 피에로가 극적인 동점골을 넣었고 같은 시각 요코하마에서 열린 크로아티아와 에콰도르의 경기에서 에콰도르가 1 : 0으로 리드하고 있자 이탈리아와 멕시코는 남은 시간 동안 공을 돌리며 시간을 끌었고 결국 1 : 1로 비겨 1승 1무 1패로 G조 2위를 차지해 간신히 16강 진출에 성공했다.
하지만 아무리 조별리그에서 고전했다고 하더라도 이탈리아는 여전히 강팀이었고, 또 이탈리아가 전통적으로 조별리그에서는 고전하지만 토너먼트에 진출하기만 하면 탈락할 듯하면서도 어떻게든 꾸역꾸역 올라가는 특성이 있어 경계의 목소리가 높았다. 그런데 경기 전 날에 이탈리아의 플레이메이커 프란체스코 토티의 인터뷰가 한국 팬들의 심기를 자극하고 말았다. 본래 토티가 했던 말은 "한국은 뛰어난 팀이지만 우리 팀(이탈리아)의 1 : 0 신승을 예상해 본다."는 말이었는데 뉴스데스크에서 토티의 말을 오역해 "한국을 이기는 데는 1골이면 충분하다."는 다소 거만한 어조로 바뀌어 버렸다. 이렇게 보도가 나가버리자 한국 축구팬들은 "이탈리아가 우리를 완전히 무시하고 깔보고 있다."며 순식간에 분위기가 격앙되어버렸고 이 순간부터 이 경기가 험악한 양상으로 치닫게 될 것임을 암시하게 했다.
그런데다 이탈리아 입장에서도 악재가 터졌는데, 주전 센터백 파비오 칸나바로가 멕시코전에서 경고를 받아 경고 누적으로 출전할 수 없게 되었다. 또 다른 센터백 알레산드로 네스타 또한 부상으로 출전이 불가능해졌다. 이탈리아 축구의 원천은 카테나치오라는 굳건한 수비인데 주전 센터백 2명이 경고 누적과 부상으로 이탈하게 된 것이다. 이에 이탈리아의 지오반니 트라파토니 감독은 노련한 레프트백 파올로 말디니를 중앙으로 옮겨 그 공백을 메우기로 결정했다. 그리고 경기 전 날 이탈리아 대표팀에 심리적으로 악영향이 끼치는 사건이 발생하게 되는데 당시 이탈리아 대표팀이 숙소로 이용하던 천안연수원에서 뱀 한 마리가 나타나는 사건이 발생했다. 뱀이 나타난 곳은 바로 프란체스코 토티의 방이었다. 이탈리아에는 로마 제국 시절부터 전쟁하기 전에 진영에 뱀이 나타나면 반드시 패배한다는 징크스가 있다고 한다. 그런데 한국과의 경기를 앞두고 숙소에서 뱀이 나와버렸으니 이탈리아 선수들은 별 것 아닌 미신인데도 심리적으로 흔들려버렸다. 얼마나 심리적으로 흔들렸는지 숙소 관리인에게 단순히 뱀을 잡아달라고만 부탁한 정도가 아니라 아예 그 뱀을 죽여 없애달라고 부탁했다고 한다.
그리고 이탈리아와의 경기가 열리는 6월 18일 오후 3시 30분에 일본 미야기 스타디움에서 공동 개최국인 일본 축구 국가대표팀과 터키 축구 국가대표팀의 16강전 경기가 열렸다. 이 날 경기에서 일본은 전반 12분, 터키의 위밋 다발라에게 결승골을 허용하며 0 : 1로 패해 16강에서 탈락하고 말았다. 한국과 일본은 역사적 악연으로 인해 전통적인 라이벌 관계였고 월드컵 유치전에서도 무승부가 나는 바람에 공동 개최를 하게 된 입장이라 겉으로는 서로 선전하길 응원하면서도 속으로는 서로의 성적을 비교하고 있었다. 그런데 일본이 터키에 패해 탈락하면서, 한국 선수들은 어느 정도 심리적인 여유를 찾을 수 있게 되었다. 그리고 이 날 오후 8시 30분, 대전월드컵경기장에서 16강전 마지막 경기 대한민국과 이탈리아의 경기가 열렸다.

## 경기

### 경기 시작 전
경기 시작 전 붉은악마들은 카드 섹션으로 'AGAIN 1966'을 펼쳐 보였다. 이 카드 섹션의 의미는 바로 1966년 FIFA 월드컵에서 조선민주주의인민공화국 축구 국가대표팀이 이탈리아를 1 : 0으로 꺾었던 그 이변을 우리가 재현하자는 뜻이었다. 그런데 이 붉은악마가 펼친 카드 섹션의 도발 효과는 상상 이상으로 컸다. 1966년 FIFA 월드컵에서 이탈리아는 전반 42분, 조선민주주의인민공화국의 박두익에게 결승골을 허용해 0 : 1로 패배했는데 그 때 그 경기를 뛰었던 이탈리아 대표팀 선수들은 성난 자국 축구팬들이 무서워서 공항을 바꾸고 한밤 중에 몰래 귀국했다가 그만 발각되어 날계란과 썩은 토마토 세례를 받아야 했다. 이 당시 대표팀 감독이었던 에드몬도 파브리는 감독직에서 짤린 것도 모자라 1년 간 근신 처분을 받는 치욕까지 맛보았다. 그 날 이후로 이탈리아에서 1966년 FIFA 월드컵은 금지어가 되었다. 시칠리아에 유학을 갔던 요리사 박찬일의 증언에 따르면 이탈리아 노인들이 아직도 박두익을 똑똑이 기억하고 있다고 할 정도로 그 경기는 이탈리아인들에게 있어서 대단히 치욕스러운 경기였고 정말 잊고 싶은 역사였다. 그런데 붉은악마가 이 카드 섹션으로 도발하니 이탈리아 측은 당연히 노발대발했고 즉시 카드 섹션을 중지할 것을 요구했다.

### 전반전
전반 3분, 이탈리아 우측 진영을 쇄도해 들어가던 박지성을 향해 프란체스코 코코가 거친 백태클을 범해 경고를 받았다. 프리킥 찬스를 얻은 한국은 송종국이 이탈리아의 페널티 에어리어로 볼을 띄웠는데 그 때 이탈리아의 라이트백 크리스티안 파누치가 설기현의 유니폼을 잡아 끌며 집어 던지는 파울을 범했다. 비론 모레노 주심은 즉시 페널티킥을 선언했다. 키커는 안정환이 맡았고 주심의 호각 소리와 함께 볼을 찼으나 이탈리아의 골키퍼 잔루이지 부폰의 선방에 막히며 득점 찬스를 날리고 말았다. 뒤이은 코너킥 찬스에서도 이탈리아 수비수가 걷어내며 좋은 기회를 만들지 못했다. 전반 7분, 이탈리아의 프리킥 찬스에서 크리스티안 파누치가 전방으로 볼을 띄울 때 이탈리아의 스트라이커 크리스티안 비에리와 한국의 센터백 김태영이 공중볼 경합을 했는데 그 때 비에리가 팔꿈치로 김태영을 가격했다. 하지만 비론 모레노 주심은 휘슬을 불어 파울 선언만 하는데 그쳤다. 한국의 주장 홍명보가 모레노 주심에게 항의했지만 받아들여지지 않았다. 김태영은 결국 코뼈가 골절되었고 이 경기 이후로 한 동안 안면 보호대를 차고 경기에 임해야 했다.
전반 14분, 중앙선에서 김남일이 볼 키핑 실수로 크리스티아노 자네티에게 볼을 빼앗겼고 자네티는 곧바로 알레산드로 델 피에로에게 패스를 했다. 페널티 에어리어 좌측 외곽에서 한국의 센터백 최진철이 파울로 끊으면서 프리킥 찬스를 허용했다. 토티가 프리킥을 찼으나 다행히도 수비벽에 맞고 튕겨나오며 득점으로 이어지지 못했다. 전반 17분, 이탈리아의 간접 프리킥이 비에리에게 연결되자 김태영이 곧바로 보복 태클을 가하면서 경고를 받았다. 델 피에로가 곧바로 프리킥을 찼으나 이운재 골키퍼가 펀칭으로 선방했다. 뒤이어 이탈리아가 스로인으로 공격을 이어갔고 다시 수비가 걷어내며 코너킥 찬스를 허용했다. 전반 18분, 프란체스코 토티가 찬 코너킥을 비에리가 최진철의 마크도 이겨내고 기어이 헤더 골을 우겨넣으며 이탈리아가 1 : 0으로 앞서갔다.
한국은 다시 반격에 나섰지만 이탈리아는 그때부터 서서히 수비의 강도를 높이며 잠그기에 들어갔다. 전반 22분, 중앙선에서 공중볼 경합 중에 토티가 김남일의 얼굴을 손바닥으로 가격하는 반칙을 범했고 모레노 주심은 토티에게 경고를 주었다. 이때 홍명보는 항의했지만 모레노 주심은 받아들여주지 않았다. 전반 28분, 델 피에로가 역습을 시도하는 박지성에게서 태클로 볼을 빼앗아 곧바로 중거리 슛을 날렸으나 골문 밖으로 크게 벗어났다. 이후 지속적으로 한국은 반격을 시도했지만 번번이 실패했다.
전반 35분, 한국의 역습 찬스에서 이영표와 안정환, 박지성, 송종국 4명이 패스를 주고 받으며 라인을 올리며 이탈리아의 수비 라인을 밀어내며 공격해 들어갔고 페널티 에어리어 우측 외곽에서 송종국이 안정환을 향해 날카로운 패스를 연결했다. 안정환이 몸을 등지며 곧바로 슛을 날렸으나 위로 높이 뜨고 말았다. 전반 42분, 이탈리아의 페널티 에어리어 우측 외곽에서 자네티가 안정환을 향해 거친 태클을 범해 프리킥 찬스를 얻었고 킥커 안정환이 기습적으로 찼으나 이탈리아 수비진의 몸에 맞고 굴절되며 이탈리아 골문 오른쪽 바깥으로 벗어나고 말았다. 다시 코너킥 찬스를 얻었는데 송종국이 코너킥을 찬 순간 유상철과 이탈리아의 다미아노 톰마시가 공중볼 경합을 했는데 그 때 두 사람 사이에 프란체스코 코코도 같이 점프하고 있었다. 하지만 톰마시는 미처 코코가 같이 점프하는 것을 알지 못했고 그저 유상철의 공중볼 경합을 저지할 목적으로 또 팔꿈치 공격을 가한 것이 그만 같은 팀 동료 프란체스코 코코를 가격해 코코의 눈두덩이가 찢어지는 부상을 당하고 말았다. 결국 전반전은 이탈리아가 1 : 0으로 앞선 채로 끝이 났다.

### 후반전
후반 3분, 박지성이 알레산드로 델 피에로에게 파울을 범해 프리킥을 허용했고 간접 프리킥 찬스에서 한국 문전으로 쇄도한 델 피에로에게 패스를 넣어 경합을 유도했으나 델 피에로가 파울을 범하면서 무위로 돌아갔다. 후반 6분, 한국의 역습 찬스에서 이탈리아의 마르코 율리아노가 페널티 에어리어 외곽 지역에서 안정환을 미는 파울을 범해 한국이 프리킥 찬스를 얻었다. 프리킥 찬스에서 안정환은 차는 척하면서 옆의 유상철에게 밀어주며 이탈리아 수비의 허를 찌르는데 성공했고 유상철이 슈팅을 시도했으나 이탈리아 수비의 발에 맞으며 무위로 돌아갔다. 후반 9분, 이탈리아의 다미아노 톰마시가 이영표의 유니폼을 잡은 뒤 집어던지는 파울을 범했고 비론 모레노 주심은 톰마시에게 경고를 주었다. 뒤이은 프리킥 찬스에서 이탈리아의 문전으로 붙이는데 성공했으나 아쉽게도 공중볼 경합에서 밀리며 이탈리아 수비수가 먼저 헤더로 걷어내 득점으로 연결되지 못했다.
후반 10분, 이탈리아의 역습 찬스에서 잔루카 잠브로타가 한국의 페널티 에어리어 우측 외곽에서 크로스를 올렸고 델 피에로가 논스톱으로 슈팅을 날렸으나 최진철의 몸에 맞으며 라인 밖으로 나갔다. 일진일퇴의 공방전이 계속해서 이어지던 중 후반 13분, 이탈리아 진영의 페널티 에어리어 외곽에서 프란체스코 코코가 문전으로 쇄도하는 박지성을 향해 거친 태클을 범했다. 그런데 비론 모레노 주심은  파울 콜에 항의를 하던 크리스티아노 자네티에게 경고를 주고 말았다. 뒤이은 프리킥 찬스에서 박지성이 밀어주고 안정환이 왼발로 슈팅을 날리며 이탈리아 수비진의 허를 찌르는 데는 성공했으나 허공으로 떠 버리며 득점에 실패하고 말았다.
계속해서 스코어가 0 : 1로 뒤지고 있자 후반 18분, 거스 히딩크 감독은 우선 부상을 당한 수비수 김태영을 빼고 공격수 황선홍을 투입해 공격의 강도를 높였다. 김태영이 빠지면서 비게 된 자리는 유상철이 수비 라인으로 내려가 채웠다. 반면, 이탈리아의 지오반니 트라파토니 감독은 수비의 강도를 높이기 위해 후반 16분에 공격수 알레산드로 델 피에로를 빼고 수비형 미드필더 젠나로 가투소를 투입해 수비의 강도를 높이며 수비를 더욱 굳건히 했다. 교체 직후, 이탈리아의 역습 찬스에서 이영표가 한국의 왼쪽 진영을 쇄도하는 잠브로타를 잡아 끄는 반칙을 범해 프리킥을 허용했다. 크리스티안 파누치가 프리킥을 찼으나 한국 수비진이 걷어내 무위로 돌아갔다. 후반 20분, 한국의 수비형 미드필더 김남일이 잠브로타에게 발목을 걷어차이며 부상을 당했다. 결국 히딩크 감독은 부상당한 김남일을 빼고 공격수 이천수를 투입했다. 김남일이 빠지면서 생긴 빈 자리는 박지성으로 채웠다. 후반 26분, 트라파토니 감독은 잠브로타를 빼고 안젤로 디 리비오를 교체 투입해 다시 한 번 수비의 강도를 높였다.
한국은 계속해서 쉬지 않고 이탈리아를 향해 공격을 감행했지만 이탈리아의 수비진을 뚫지 못했다. 후반 38분, 결국 히딩크 감독은 수비의 핵심으로 불리는 주장 홍명보마저 불러들이고 공격수 차두리를 교체 투입했다. 이렇게 한국은 교체 카드 3장을 모두 공격수로 투입하면서 이제 공격수만 5명이 뛰는 상황이 되었다. 홍명보가 빠지면서 생긴 빈 자리는 송종국이 내려가 채우게 되었다. 5명의 공격수를 앞세운 한국은 계속해서 이탈리아를 밀어붙였고 이탈리아는 한국의 공격을 막아내면서 간헐적인 역습으로 한국의 문전을 위협했다. 이탈리아의 1 : 0 리드가 이어지던 후반 43분, 이탈리아의 아크 외곽에서 박지성이 가투소를 제치고 오른쪽의 황선홍에게 패스했고, 황선홍은 살짝 띄워 중앙으로 패스했다. 그런데 그 볼이 이탈리아의 라이트백 크리스티안 파누치의 팔에 맞고 몸에 맞으며 설기현의 발 앞에 굴러갔다. 그 때 이천수는 주심에게 핸드볼 제스처를 보냈고, 비론 모레노 주심 역시 페널티킥 선언을 하려고 휘슬을 입에 가져갔으나 설기현이 먼저 왼발 슛을 날렸다. 잔루이지 부폰 골키퍼마저 설기현의 기습적인 슈팅에 방향을 잡지 못하고 그대로 바라봐야 했고 극적인 동점골이 터졌다.
설기현의 극적인 동점골이 터지자 수비를 두껍게 하여 경기를 끝내려던 이탈리아는 다급해지기 시작했다. 한국 역시 극적인 동점골로 흥분해 대열이 흐트러졌다. 동점골이 터지고 불과 1분 만에 이탈리아의 역습 찬스가 이어졌고 한국의 우측 진영을 쇄도하던 가투소가 크로스를 올리자 이탈리아 공격수 크리스티안 비에리가 곧바로 논스톱 슛을 날렸으나, 그만 비에리의 오른발에 맞으며 그대로 하늘로 날아가버렸다. 그리고 후반 추가시간 1분에 한국이 코너킥 찬스를 얻었고 송종국이 찬 코너킥을 유상철이 받아 헤더로 패스를 했고 패스를 받은 차두리가 멋진 바이시클 킥으로 슛을 날렸으나 그만 부폰 골키퍼의 정면으로 가면서 득점 기회를 놓치고 말았다. 종료 직전 하프 라인 바로 아래에서 송종국이 얼리 크로스를 넣었고 볼은 길게 날아가 이탈리아 진영 페널티 에어리어 좌측에 있던 설기현에게 연결되었다. 설기현이 다시 한 번 왼발 슛을 날렸으나 이번엔 골문 옆 그물을 흔들고 말았다.
그렇게 정규시간이 모두 끝났고 스코어는 1 : 1이 되어 양 팀의 승부는 연장전으로 이어졌다.

### 연장전
연장 전반, 한국이 이탈리아 진영 페널티 에어리어 중앙 외곽 지역에서 결정적인 프리킥 찬스를 얻었다. 킥커를 맡은 황선홍이 이탈리아 수비벽이 높이 점프하는 것을 역이용해 땅볼로 낮게 깔아차며 허를 찔렀다. 잔루이지 부폰도 점프한 수비벽에 시야가 가려 위기를 맞았으나 감각적으로 선방해 위기를 넘겼다. 점점 체력적으로 지치기 시작한 양 팀은 중원에서의 빌드업을 생략하고 롱패스를 통해 한 번에 공격수들에게 전달하며 공격 기회를 만들어가기 시작했다. 특히 이탈리아 선수들의 체력 저하가 눈에 띄게 심해졌다. 연장 전반 9분, 이천수는 중앙선 라인 인근에서 공을 걷어내는 젠나로 가투소에게 달려들며 발을 높이 들어 경고를 받았다. 그러던 중 연장 전반 13분, 프란체스코 코코가 자기 진영에서 한번에 길게 전방으로 볼을 띄웠고 크리스티안 비에리가 헤더로 받아 페널티박스 부근에 있는 프란체스코 토티에게 떨어뜨려 주었다. 토티는 곧바로 문전으로 쇄도했고 송종국이 달라붙어 밀착 마크했다. 그 때 토티가 페널티 킥을 유도하려고 다이빙 동작을 했고 그게 그만 비론 모레노 주심에게 딱 걸리고 말았다. 느린 장면으로 확인한 결과 송종국의 발은 공을 먼저 터치했고 토티는 그 전에 이미 중심을 잃고 쓰러지고 있었음이 밝혀졌다. 결국 모레노 주심은 “시뮬레이션 액션 제재를 강화하라.”는 당시 FIFA의 지침에 따라 토티에게 즉시 경고를 주었다. 그런데 이미 토티는 전반 22분에 김남일을 팔꿈치로 치는 반칙을 범해 경고를 받았으므로 결국 경고 누적으로 퇴장당했다. 토티에게 레드카드가 내려지자 이를 본 조반니 트라파토니 이탈리아 감독이 화를 참지 못하고 벽을 치며 흥분하는 모습을 보였고, 파올로 말디니와 비에리, 안젤로 디 리비오 그리고 토티 본인까지 모두 격렬하게 항의했지만 모레노 주심은 단호하게 판정을 번복하지 않고 그대로 토티에게 퇴장을 명령했다. 그리하여 이제 이탈리아는 10명이 뛰게 되었다. 연장 전반엔 득점이 나지 않았고 이제 승부는 연장 후반으로 넘어가게 되었다.
연장 후반 6분, 크리스티안 비에리가 좌측에 노마크 상태로 있던 다미아노 톰마시를 보고 킬패스를 했고 톰마시는 즉시 한국의 문전으로 쇄도해 볼을 잡았으나 부심이 오프사이드 깃발을 들었고 그 깃발을 본 비론 모레노 주심도 호각을 불어 오프사이드 선언을 했다. 그런데 다미아노 톰마시는 그 호각을 무시하고 그대로 달려 들어가 골망을 흔들었다. 연장 후반 10분, 최진철은 이탈리아의 역습 상황에서 동료에게 공을 내준 비에리에게 태클을 걸어 경고를 받았다. 다시 한국의 역습 찬스에서 송종국이 한국 진영 우측에서 전방으로 한 번에 롱패스를 찔러주었고 설기현이 받아 중앙의 황선홍에게 크로스를 올렸고 황선홍이 논스톱 헤더 슛을 날렸으나 그만 슛이 너무 약해서 땅을 맞고 속도가 죽으며 그대로 잔루이지 부폰 골키퍼가 안전하게 잡아냈다. 다시 이탈리아가 역습을 이어갔고 한국의 좌측 진영을 쇄도하던 젠나로 가투소를 이영표가 잘 마크해 설기현에게 패스를 주었는데 설기현이 이운재 골키퍼에게 백패스를 할 의도였는지 그대로 우리 진영의 페널티 에어리어로 달려 들어갔고 그만 볼 컨트롤 미스를 하며 젠나로 가투소에게 다시 볼을 빼앗기고 말았다. 가투소가 곧장 슈팅을 날렸으나 이운재 골키퍼가 극적으로 선방해 위기를 넘겼다. 그리고 연장 후반 12분, 이제 연장전도 끝을 향해 달려가고 있어 조심스럽게 승부차기로 넘어가는 게 아닌가 하는 예측이 나올 때였다. 한국 진영 우측에서 송종국이 다시 전방으로 길게 패스를 했는데 이 때 크리스티안 비에리가 안정환을 대놓고 미는 반칙을 했으나 비론 모레노 주심은 파울 콜을 불지 않았다. 어쨌든 송종국의 긴 패스는 이탈리아 페널티 에어리어 좌측 외곽에 있던 이천수가 받았고 이천수는 뒤의 이영표에게 백패스를 했다. 그리고 볼을 받은 이영표는 곧바로 전방으로 볼을 띄웠고 안정환이 높이 솟구쳐 헤더 슛을 날렸다. 안정환의 헤더 슛은 그대로 이탈리아 골문 우측 구석으로 빨려 들어가며 골든골이 터졌다.
117분 간 피 말리는 접전 끝에 결국 경기는 대한민국의 극적인 2 : 1 역전승으로 끝났고 1966년 FIFA 월드컵 때 조선민주주의인민공화국에 이어 아시아에서 2번째로 8강 진출에 성공했다.

### 상세 정보
| 대한민국                 | 2 – 1 (서든데스 연장전) | 이탈리아   |
| ------------------------ | ----------------------- | ---------- |
| 설기현 88′ · 안정환 117′ | 리포트                  | 비에리 18′ |

| 대한민국 | 이탈리아 |

| GK          | 1  | 이운재        |      |     |
| CB          | 4  | 최진철        | 115′ |     |
| CB          | 20 | 홍명보 (주장) |      | 83′ |
| CB          | 7  | 김태영        | 17′  | 63′ |
| RM          | 22 | 송종국        | 80′  |     |
| CM          | 6  | 유상철        |      |     |
| CM          | 5  | 김남일        |      | 68′ |
| LM          | 10 | 이영표        |      |     |
| RF          | 21 | 박지성        |      |     |
| CF          | 19 | 안정환        |      |     |
| LF          | 9  | 설기현        |      |     |
| 교체 선수:  |    |               |      |     |
| FW          | 18 | 황선홍        |      | 63′ |
| FW          | 14 | 이천수        | 99′  | 68′ |
| FW          | 16 | 차두리        |      | 83′ |
| 감독:       |    |               |      |     |
| 거스 히딩크 |    |               |      |     |

| GK                | 1  | 잔루이지 부폰        |          |     |
| RB                | 2  | 크리스티안 파누치    |          |     |
| CB                | 15 | 마르크 율리아노      |          |     |
| CB                | 3  | 파올로 말디니 (주장) |          |     |
| LB                | 4  | 프란체스코 코코      | 4′       |     |
| RM                | 19 | 잔루카 참브로타      |          | 72′ |
| CM                | 17 | 다미아노 톰마시      | 55′      |     |
| LM                | 6  | 크리스티아노 차네티  | 59′      |     |
| AM                | 10 | 프란체스코 토티      | 22′ 103′ |     |
| CF                | 21 | 크리스티안 비에리    |          |     |
| CF                | 7  | 알레산드로 델 피에로 |          | 61′ |
| 교체 선수:        |    |                      |          |     |
| MF                | 8  | 젠나로 가투소        |          | 61′ |
| MF                | 16 | 안젤로 디 리비오     |          | 72′ |
| 감독:             |    |                      |          |     |
| 조반니 트라파토니 |    |                      |          |     |

| 최우수 선수: 안정환 (대한민국) 부심: 호르헤 라탈리노 (아르헨티나) 셰켈리 페렌츠 (헝가리) 대기심: 모하메드 게자즈 (모로코) |

### 통계
| 통계       | 대한민국 | 이탈리아 |
| ---------- | -------- | -------- |
| 득점       | 2        | 1        |
| 슛         | 12       | 11       |
| 유효슛     | 8        | 5        |
| 점유율     | 56%      | 44%      |
| 코너킥     | 10       | 7        |
| 프리킥     | 3        | 2        |
| 페널티킥   | 1        | 0        |
| 반칙       | 27       | 23       |
| 오프사이드 | 0        | 5        |
| 경고       | 4        | 5        |
| 퇴장       | 0        | 1        |

## 기록
이 경기는 승자인 대한민국에게는 영광스러운 기록이 또 반대로 패자인 이탈리아에게는 치욕스러운 기록들이 다양하게 수립된 경기였다. 이탈리아의 입장에서는 조선민주주의인민공화국 축구 국가대표팀에 0 : 1로 패배해 조별리그에서 탈락하는 치욕을 겪었던 1966년 FIFA 월드컵의 악몽이 되살아난 순간이었다. 그 때문인지 JTBC에서 방영한 예능 프로그램 비정상회담에 출연한 이탈리아인 알베르토 루사나의 말에 따르면 10년이 훨씬 지난 2014년에도 이탈리아인들에게 이 경기 이야기를 하면 매우 불같이 화를 낸다고 말하며 절대 이탈리아인들 앞에서 2002년 FIFA 월드컵 때 이야기를 꺼내면 안 된다고 주의를 주기도 했다. 심지어는 2017년에 이탈리아 축구 국가대표팀이 2018년 FIFA 월드컵 지역예선에서 플레이오프까지 간 끝에 스웨덴에 합산점수 0 : 1로 패하며 60년 만에 지역예선에서 탈락했는데 그 때 한국인 기자가 이탈리아 축구팬들과 인터뷰를 하는 도중에 이탈리아 축구팬이 "아마 한국도 본선 진출 못했을 것이다."고 다소 비하하는 듯한 말을 해서 언짢아진 기자가 한국은 이미 본선에 진출했다는 사실과 함께 이 경기를 언급하자 그 때에도 "기억하기 싫다."에 이어 "그 당시 결과는 다 모레노 심판 때문이다."라고 말하며 이야기하기 싫어하는 모습을 보였다고 한다. 즉, 현재까지도 이탈리아인들 입장에서 이 경기는 두 번 다시 떠올리고 싶지 않은 치욕적인 경기로 남은 셈이다.
먼저 승자인 대한민국이 이 경기를 통해 수립한 기록은 다음과 같다.
- 월드컵 본선에서 최초로
  - 선제 실점 후 역전승
  - 역대 월드컵 우승국을 상대로 기록한 승리
  - 이탈리아 축구 국가대표팀을 상대로 승리
  - 토너먼트 경기에서 승리한 아시아 팀[주 6]
  - 3라운드 진출에 성공한 아시아 팀[주 7]
  - 골든골 득점에 성공한 아시아 팀

그 밖에도 한국은 월드컵에서 2번째로 8강 진출에 성공한 아시아 팀이자 2번째로 역대 월드컵 우승국을 상대로 기록한 아시아 팀 그리고 2번째로 이탈리아 축구 국가대표팀을 상대로 승리한 아시아 팀이라는 기록도 세웠다. 이 세 가지 기록의 최초 수립자는 동족인 조선민주주의인민공화국 축구 국가대표팀이었다. 조선민주주의인민공화국이 1966년 대회에서 먼저 세웠던 기록을 36년 만에 같은 민족인 대한민국 대표팀이 고스란히 재현한 것이다. 공통점이 있다면 2경기 모두 8강 진출을 놓고 겨뤘던 것이라는 것이다. 1966년 대회 조별리그 3차전 조선민주주의인민공화국 VS 이탈리아의 경기에서 조선민주주의인민공화국은 1무 1패, 이탈리아는 1승 1패의 전적을 기록하고 있어 반드시 서로를 이겨야만 8강 진출에 성공하는 단두대 매치였고 2002년 대회 16강전 대한민국 VS 이탈리아 경기 역시 이 경기에서 반드시 이겨야 8강에 진출한다는 점이 똑같다. 그리고 두 경기 모두 이탈리아 측에서 1명이 퇴장당해 10명이 뛰었다는 것이 똑같다. 1966년에는 전반 34분, 이탈리아의 주장 자코모 불가렐리가 박승진에게 태클을 걸다 부상으로 퇴장당하면서 그 때부터 10명이 뛰어야 했고 2002년에는 연장 전반 13분, 프란체스코 토티가 시뮬레이션 액션을 시도하다 경고 누적으로 퇴장당하면서 10명이 뛰어야 했다. 차이점이 있다면 1966년 대회의 조선민주주의인민공화국은 박두익이 전반 42분에 결승골을 터뜨렸고 이 골을 잘 지켜 1 : 0으로 승리했지만 2002년 대회의 한국은 전반 18분, 크리스티안 비에리에게 선제 실점을 했고 후반 43분에 설기현의 동점골과 연장 후반 12분에 안정환의 역전골로 2 : 1 역전승을 했다는 것이 다르다.
반면 패자인 이탈리아가 이 경기를 통해 수립한 기록은 다음과 같다.
- 월드컵 본선에서 최초로
  - 아시아 팀을 상대로 역전패[주 9]
  - 아시아 팀을 상대로 2회 패배한 팀[주 10]
  - 아시아 팀을 상대로 토너먼트에서 패배한 팀
  - 아시아 팀을 상대로 골든골을 실점한 팀
  - 대한민국과 조선민주주의인민공화국에 모두 패배한 팀

그 밖에 월드컵 역대 우승국들 중에 아시아 팀에게 2번 패배한 유일한 팀이자 유럽 팀들 중 아시아 팀에게 2번 패배한 유일한 팀이라는 기록도 세웠다. 종전까지는 월드컵 출전 경력이 있는 팀 전체를 통틀어 이탈리아만이 아시아 팀에게 2번 패배를 기록한 유일한 팀이었는데 2018년 FIFA 월드컵에서 모로코가 이란에 0 : 1로 패배하며 월드컵 출전 경력이 있는 팀들 중 유일하게 아시아 팀에게 2번 패배한 팀이란 기록은 깨졌다. 그리하여 월드컵 출전 경험이 있는 팀들 가운데 아시아 팀에게 2번 패배한 팀은 이탈리아와 모로코 2팀이 되었다.

## 오심 논란

### 토티의 두 번째 경고
한편, 이탈리아는 이 경기가 끝난 후 패배의 원인을 비론 모레노 주심의 편파판정 탓으로 돌리며 패배를 쉽사리 승복하지 않는 모습을 보였고 10년이 훨씬 지난 시점에서도 여전히 그러한 모습을 보이고 있다. 우선 이 경기에서 가장 논란이 되었던 부분은 바로 연장 전반 13분에 있었던 프란체스코 토티의 퇴장 문제였다. 이탈리아 측에서는 토티가 시뮬레이션 액션을 한 게 아니라 송종국의 발에 걸려 넘어진 것이고 송종국이 페널티 에어리어에서 파울을 범했으므로 페널티 킥을 줘야 했다고 주장하고 있다. 한편, 거스 히딩크 감독은 토티는 명백히 시뮬레이션 액션을 했지만 그렇다고 경고까지 줄 정도는 아니었다고 생각했다고 밝혔다. 한편, 당시 MBC 해설위원을 맡았던 차범근 前 대한민국 축구 국가대표팀 감독은 토티는 명백히 시뮬레이션 액션을 했고 경고를 받는 게 타당하다고 주장했으며 당시 SBS 해설위원이었던 신문선 역시 토티의 반칙을 보고 “저거 경고 받을 거예요. 지금 헛동작을 했거든요.”라면서 주심이 정확한 판정을 했다고 해설했다. 반면, 영국 언론에서는 송종국의 태클 자체는 정당한 방어였으나 토티가 시뮬레이션 액션을 했다고 보기는 어려우므로 페널티 킥을 주지 않는 대신 계속 인플레이를 시켰어야 했다고 주장했다. 즉, 토티가 송종국에게 파울을 당했다는 의견과 토티가 시뮬레이션을 했다는 의견, 송종국이 파울을 한 것은 아니나 토티가 시뮬레이션을 한 것도 아니라는 3가지 의견이 충돌하고 있는 셈이다. 우선 느린 영상을 다시 보면 송종국의 발은 명백히 토티의 다리가 아니라 공을 먼저 터치했으므로 태클 자체는 정당한 방어였다. 
당시 주심이었던 비론 모레노는 2003년 SBS와의 인터뷰에서 이 장면을 다시 보면서 "토티는 걸리기 전에 이미 넘어지고 있었다."고 자신의 판정이 정당했음을 분명히 했다. 이 장면은 보는 이의 시각에 따라 토티가 페널티 킥을 유도하기 위해 헛동작을 했다고 보기도 하고 그저 송종국이 태클을 잘한 것일 뿐 토티가 시뮬레이션을 한 것은 아니라는 시각이 나뉜다. 다만 모레노 주심이 이것을 시뮬레이션이라고 판단한 근거는 송종국의 발이 공을 먼저 건드렸으므로 송종국의 태클은 정당한 방어였는데 토티가 넘어지면서 페널티 킥을 달라는 제스처를 취했기 때문이라고 생각된다. 정당한 태클 때문에 넘어진 것인데 페널티 킥을 달라는 것은 말이 안 되는 행위이기 때문에 토티가 페널티 킥을 유도할 목적으로 시뮬레이션을 했다고 판단했을 수 있다는 것이다. 그 당시 FIFA는 이 월드컵을 앞두고 "시뮬레이션 액션에 대한 제재를 강화하라."는 규정을 마련했고 토티는 그 규정에 따라 경고를 받은 것이다. 그런데 토티는 전반전에 공중 볼 경합 상황에서 이미 김남일의 얼굴을 손바닥으로 치는 파울을 범해 경고를 받았기에 경고 누적으로 퇴장을 당한 것이다.

### 톰마시의 오프사이드
다음으로 논란이 된 것은 바로 다미아노 톰마시의 오프사이드이다. 톰마시가 볼을 캐치했을 때 주심은 호각을 불어 오프사이드 선언을 했지만 톰마시가 주심의 신호를 무시하고 경기를 이어나갔다. 톰마시가 공을 잡자, 이운재 골키퍼도 앞으로 달려나와 각도를 줄여 선방하려 했는데 모레노 주심의 호각이 먼저 울리자 이운재 골키퍼도 동작을 멈췄지만 톰마시는 그대로 경기를 진행하여 골문 안으로 공을 집어넣었다. 아래의 기사를 보면 전문가들이 비디오 판독을 한 결과 당시 톰마시는 명백히 오프사이드 위치에 있었던 것이 맞았고 주심의 판정이 정확했다고 입을 모았다. 한편 당시 FIFA 회장이었던 제프 블라터는 부심이 오심을 했다고 질타했고 이탈리아 언론사 측에서는 이 판정이 오심이라고 지적했다.

### 이천수의 말디니 가격
후반전에 이천수는 파올로 말디니의 머리를 걷어찬 행위이다. 2018년 이후로는 VAR이라는 비디오 판독 시스템이 있어서 비디오 판독을 거쳤으면 이천수의 행동을 다시 확인하는 것이 가능했을 것이다. 그러나 당시엔 VAR 제도가 없었고 심판은 자신의 눈으로 본 것만 판정할 수 있을 뿐이었다. 이천수가 말디니의 머리를 걷어차는 파울을 범했음에도 불구하고 파울 콜이 나오지 않은 이유는 이탈리아 측 입장에선 불운하게도 하필 그 장면을 모레노 주심이 못 봤거나 봤다고 하더라도 고의성이 없다고 판단했기 때문으로 보인다. 당시 상황을 보면 이천수와 말디니가 볼 경합 중이었는데 이천수와 공 사이에 말디니가 쓰러지며 몸으로 막고 있는 상황이었다. 주심 입장에서는 이천수는 공을 차려고 했는데 의도하지 않게 말디니의 머리를 찼다고 판단했을 수도 있는 것이다. 훗날 이천수는 JTBC 뉴스룸과 여러 예능에서 고의로 말디니의 머리를 찼다고 밝히기도 했다.

### 지나치게 관대한 판정
그밖에도 모레노 주심의 판정에 대해 문제를 삼은 장면들이 있었다. 김태영의 코뼈를 부러뜨릴 정도로 거친 팔꿈치 파울을 자행한 크리스티안 비에리는 경고 한 장 받지 않았다. 모레노 주심이 이때 파울 선언을 하고 경고를 주지 않았기 때문인지 이탈리아 선수들과 한국 선수들은 거친 파울 플레이를 했다. 후반 4분, 김태영은 이탈리아가 공격 상황에서 드리블로 한국의 선수들을 뚫고 근처에 있던 토티에게 공을 내준 델 피에로에게 팔꿈치 가격을 했다. 후반 5분, 페널티 에어리어 안에서 공을 가지고 간 델 피에로가 공을 빼앗기고, 한국 측이 역습을 나가려고 하자, 이를 막기 위해 김태영의 셔츠를 잡아당기자, 김태영은 팔꿈치로 델 피에로의 얼굴을 가격했으나 파울을 선언하지 않았다. 후반 7분, 안정환은 패널리 에어리어 인근에서 동료 선수가 주는 패스를 받기 위해 돌아서서 버티고 있던 상황에서 율리아노는 안정환의 뒷발을 걷어차 넘어트렸다. 후반 19분에는 토티가 핸드볼 파울을 했지만 고의성이 없다고 여겼는지 그냥 넘어갔다. 후반 25분, 잠브로타가 역습시에 골라인 근처로 공을 몰고 나가자, 황선홍은 백태클을 해서 잠브로타는 장기 부상을 입고 교체, 후반 28분에는 마르코 율리아노가 페널티 박스에서 황선홍을 팔꿈치로 쳤고 황선홍이 쓰러졌지만 파울 선언을 하지 않고 넘겼고 페널티킥 선언도 하지 않았다. 연장 전반 10분에는 말디니가 박지성에게 백태클을 하고 발로 걷어찼지만 역시 그냥 넘어갔다. 
그리고 후반 13분에 크리스티아노 자네티가 받은 경고는 본래 프란체스코 코코가 받아야 했다. 코코가 박지성에게 거친 백태클을 하며 걷어차는 행위를 했기 때문이다. 그런데 모레노 주심은 코코가 아니라 엉뚱하게 파울 콜에 항의한 크리스티아노 자네티에게 경고를 주었으니 이 역시 오심이다. 문제는 코코는 이미 전반 4분에 경고를 받았다는 것이다. 그러므로 이 때 모레노 주심이 정확하게 판정을 했다면 이탈리아는 이미 이 때부터 10명이 뛰어야 했다. 1998년 대회부터 FIFA는 "백태클에 대한 제재를 강화하라."는 지침을 내렸다. 1998년 대회에서 하석주가 백태클을 하자마자 즉시 퇴장당한 것도 다 그 규정 때문이었다. 그러므로 코코는 최소한 이 때 경고를 받았어야 했고 이미 전반전에 경고를 받았기 때문에 경고 누적으로 퇴장당하는 게 맞다. 그런데도 모레노 주심은 엉뚱하게 자네티에게 경고를 주었고 덕분에 이탈리아는 11명이 온전하게 뛸 수 있었다. 그런 점에서 보면 이 경기에서 이탈리아가 본인들 주장대로 이 경기에서 마냥 불리한 판정을 받은 것만은 아니라는 걸 말해준다.
한국이 지나치게 좋은 판정을 받았다고 이탈리아를 중심으로 몇몇 언론사들이 제기를 하자, 이에 대하여 2015년에 이 경기 주심을 본 비론 모레노는 칠레 방송과의 인터뷰에서 "이탈리아인들은 아직도 베니토 무솔리니 시절과 같다. 좋든 나쁘든 반드시 이겨야 한다고 생각한다. '패배'라는 개념이 없다. 1938년 프랑스 월드컵 당시에 무솔리니는 이탈리아 대표팀에 '우승하지 못하면 귀국할 수 없다.'고 엄포를 놓았다. 지금도 하나도 다를 것이 없다."고 이탈리아를 강하게 비판했다. 한편 모레노 주심은 월드컵 직후에 남미와 한일 월드컵 관련 경기에서 있었던 일로 피파 측에게 조사를 받았으나 증거 부족으로 무혐의 처분을 받았다.
소위 세계구급 강호들이 약팀에 지는 이변의 희생양이 되었을 때 심판 판정을 탓하는 음모론들은 이번이 처음이 아니다. 1998년 프랑스 월드컵 8강전에서 독일은 크로아티아에 무려 0 : 3으로 대패하는 이변의 희생양이 되었는데 그 때도 전반 41분에 독일의 센터백 크리스티안 뵈른스가 퇴장당해 수적 열세를 지고 있었다. 경기가 끝난 후 독일의 베르티 포그츠 감독은 "이번 월드컵 대회에는 우리에게 불리한 이상한 판정들이 있었다. 아마도 모종의 음모가 있었을 것이다."라고 하여 심판들이 독일을 떨어뜨리기 위해 고의로 불리한 판정을 했다는 음모론을 제기했지만 어느 누구도 독일의 주장에 수긍하지 않았다. 이번 경기도 크게 다를 게 없다. 이탈리아 축구연맹의 프랑코 카라로 의장은 홀로 "이탈리아의 탈락을 단지 심판판정 탓으로 돌리는 것은 심각한 오류다. 우리는 한국에게 득점을 올릴 많은 기회가 있었지만 단 한번만 성공시켰을 뿐이다."고 하며 불리한 심판 판정 때문에 패배한 것이 아니라 이탈리아가 골을 넣었어야 할 때 못 넣었던 것이 패인이라고 냉철하게 분석했다. FIFA의 대변인 케이스 쿠퍼는 한술 더 떠 "애처롭고 유치한 엉터리"라며 음모론 의혹을 단호하게 부정했다. 쿠퍼는 "이것이 월드컵이라는 사실을, 그리고 전세계적인 경기라는 점을 알아야 한다"고 쿠퍼는 덧붙였다. "어떤 대회라도 비난은 늘 따라다니기 마련이다. 그러나 이번 대회가 개회되기 전에는 아무도 심판이 특정 국가로부터 선발됐기 때문에 정당하지 않다고 말하지 않았다. 음모설은 도처에 널려있다. 그리고 99%의 경우 그것은 근거가 없다. 이번 경우도 99% 중의 하나다"라고 일축했다. FIFA의 데이비드 윌 부회장도 RAI TV의 법적 대응을 경멸하며 이탈리아와 스페인의 불평을 인정하지 않았다. 전직 변호사인 윌은 RAI TV의 법적 대응에 관해 "그들의 행위를 예의주시하고 있지만 그들은 아무것도 얻지 못할 것이다. 그 경기를 본 변호사들은 심판의 판단이 결론이라고 말할 것이다"고 말했다. 윌은 지난 월드컵까지 주심 선발의 책임을 지고 있었다. 그는 조별리그 이후 토너먼트식 경기의 판정에 대한 어떠한 긴급회의도 필요 없다고 확신하며 "이번 월드컵은 매우 놀라운 대회다. 내가 축구 도박사였다면 지금쯤 나는 많은 돈을 잃었을 것이다. 전체적으로 대단한 경기들이었다. 준결승전에서 브라질과 독일과 만난 터키와 한국이 이 월드컵을 이끌어가고 있다."고 일축했다. 영국의 가디언 역시 2002년 6월 24일에 '탈락한 축구강호들의 생떼'라는 헤드라인으로 이탈리아와 스페인이 제기한 심판 판정 논란에 대해 강하게 비판했다. 영국의 주간지 옵서버 또한 2002년 6월 23일에 '속임수의 창궐'이란 헤드라인을 걸고 "이탈리아는 심판 속이기가 존경받는 나라임에도 불구하고 이탈리아인들은 자신들이 억울하게 탈락했다고 주장하고 있다. 하지만 조별리그에서는 물론이고 한국과의 경기에서도 한 골을 넣고는 시간 가기만을 기다리는 이런 팀에게는 동정심을 느낄 여지가 별로 없다. 그들은 자신들의 행운만큼까지만 간 것이다."며 이탈리아의 이 같은 심판 판정 시비를 비난했다.

## 한국의 승리 요인

### 거스 히딩크 감독의 승부수
이 경기의 백미는 바로 거스 히딩크 감독의 과감한 승부수였다. 0 : 1로 뒤지고 있는 상황이 지속되자 히딩크 감독은 과감한 승부수를 띄웠는데 바로 수비수 김태영과 홍명보, 수비형 미드필더 김남일을 빼고 공격수 황선홍과 이천수, 차두리를 교체 투입한 것이다. 즉, 수비수 셋을 빼고 공격수 셋을 투입한 총공격 폭격 작전을 감행한 것이다. 어차피 1점 차로 지나 2점 차로 지나 지면 탈락인 토너먼트였고 이탈리아가 세계적으로 악명 높은 카테나치오로 잠그기에 돌입했으니 설령 대량실점을 할 수 있는 우려가 있어도 공격수 숫자를 늘리는 과감한 승부수로 이탈리아의 굳게 닫힌 빗장을 부수는데 성공한 것이다.
하지만 히딩크 감독의 승부수는 속된 말로 닥공이라 부르는 마구잡이식 공격이 절대 아니었다. 수비수 김태영이 빠지면서 생긴 빈 자리는 유상철이 내려가서 채웠다. 본래 유상철의 포지션은 수비형 미드필더지만 종종 스리백으로도 많은 경기를 훌륭하게 소화한 적이 있었기 때문에 가능했던 것이다. 또 김남일이 빠진 자리는 박지성이 내려가서 채우고 홍명보가 빠진 자리는 이영표와 송종국이 내려가서 채웠다. 즉, 공수 균형을 유지하면서 좀 더 공격적인 축구를 했던 것이다. 히딩크 감독이 한국 대표팀 감독으로 부임한 순간부터 강조했던 멀티 플레이어 육성이 진가를 발휘한 것이다. 2개 이상의 포지션을 소화할 수 있는 선수들이 많았기에 이렇게 급박하게 플랜 B를 써야 하는 상황에서도 수월하게 대처할 수 있었던 것이다. 만약 당시 대표팀에 그런 멀티 플레이어가 없었다면 이런 과감한 모험은 시도조차 힘들었을 것이고 만약 시도했다고 해도 선수들이 바뀐 포지션에 적응을 못해서 우왕좌왕하다 추가실점하고 패배했을 것이다.
사실 히딩크 감독도 후반 30분을 넘어서는 데도 여전히 0 : 1로 뒤지고 있고 이탈리아의 카테나치오가 너무도 단단해 뾰족한 수가 나질 않아서 속으로 "여기까지인가?"라고 생각했었다고 한다. 그런데 끝까지 포기하지 않고 대표팀을 향해 열렬히 응원하는 붉은악마들의 모습을 보고 힘을 내었고 박항서 코치에게 "공격수만 투입하라."는 지시를 내렸다. 그래서 교체 카드를 모두 공격수를 투입하는데 썼다. 공격수만 5명을 투입하는 건 정말 상상하기 힘든 도박이었지만 이탈리아가 세계적으로 악명 높은 카테나치오로 잠그기에 들어간 데다 1점 차로 뒤지고 있는 이상 한국 입장에서 할 수 있는 길은 오직 공격 뿐이었기에 이렇게라도 승부를 걸어야 했고 결국 성공하게 되었다.

### 우세한 체력
이 경기는 무려 117분 동안 치러졌기에 후반부로 갈수록 체력이 승부를 결정짓는 요인이 되었다. 전후반 90분 동안은 한국과 이탈리아 양 팀 모두 대등한 체력 싸움을 했지만 연장전에 돌입하자 이탈리아 선수들의 체력이 급격하게 떨어져서 제대로 공격 전개를 하지도 못한 반면 한국 선수들은 여전히 문제 없이 경기를 뛰며 이탈리아 선수들을 강하게 압박했다. 대회 전까지 한국인 축구 지도자들은 전술 훈련도 거의 하지 않고 베스트 11을 정해 조직력을 다지는 훈련도 없이 매일 체력만 다지는 히딩크 감독을 맹비난했지만 이 경기에서 히딩크의 선견지명을 알게 되었고 결국 자신들이 틀렸음을 시인하게 되었다. 그 강도 높은 훈련으로 배양된 체력은 한국이 이탈리아를 꺾는 원동력이 되었다.
그 동안 한국인 지도자들은 한국 축구에 대해 "체력과 정신력은 문제가 없지만 기술이 부족하다."고 자평했었다. 그러나 히딩크 감독은 정반대로 "기술은 문제가 없다. 한국 선수들은 양발을 자유자재로 잘 쓰는 선수들이 많아 오히려 웬만한 유럽 선수들보다도 기술이 좋다. 그러나 체력과 정신력이 문제다."라는 정반대 분석을 내놓았다. 하지만 과거 한국인 지도자들은 히딩크의 이 같은 분석을 매우 탐탁찮게 생각했고 히딩크가 한 때 '오대영' 감독으로 불릴 정도로 평가전 성적이 매우 나쁘자 박종환을 비롯한 한국인 지도자들은 아예 히딩크를 '네덜란드에서 온 사기꾼'으로 비하하면서 마구 깎아내렸다. 하지만 결과적으로 체력 훈련과 멀티 플레이어 육성에 중점을 둔 히딩크의 훈련 방식은 성적으로 증명하면서 옳았다는 걸 인증했다. 우세한 체력을 바탕으로 많이 뛰는 축구를 해서 상대도 많이 뛰게 만들었고 결국 체력에서 한국보다 열세에 있던 이탈리아는 제 풀에 지쳐버렸고 결국 굳게 닫힌 카테나치오도 그렇게 부서지고 말았다.

### 홈 그라운드의 이점
이 경기에서 대한민국이 승리할 수 있었던 배경엔 역시 홈 그라운드의 이점도 빼놓을 수 없다. 경기가 열린 대전월드컵경기장은 조별리그 3경기를 치렀던 다른 경기장과는 달리 축구 전용구장으로 그라운드와 관중석의 경기가 더 가까워서 수적으로 우세한 대한민국 응원단의 함성이 더 크게 더 잘 들릴 수밖에 없다. 원정팀인 이탈리아 선수들 입장에선 붉은악마들의 열렬한 응원 소리와 자신들을 향한 관중들의 야유 소리에 자연스럽게 심리적으로 위축이 될 수밖에 없다. 특히 붉은악마들은 이탈리아 축구 국가대표팀이 기억 속에서 지워버리고 싶은 아픈 역사인 1966년 FIFA 월드컵을 연상하게 하는 'Again 1966'라는 카드섹션으로 도발하여 이탈리아가 평정심을 잃게 만들었다. 한국 관중들의 열렬한 응원과 자신들의 아픈 역사를 들춰낸 심리적 도발에 평정심을 잃은 이탈리아 선수들은 흥분을 이기지 못하고 자멸하고 말았다.

## 이탈리아의 패배 요인

### 거칠고 잦은 파울, 비열한 꼼수
이탈리아는 이 경기에서 지나치게 거친 파울을 남발했다. 그래서인지 경기 시작 4분 만에 첫 옐로 카드가 나올 정도였다. 특히 이탈리아 선수들은 심판이 제대로 보지 못한 틈을 타 교묘하게 한국 선수들을 향해 팔꿈치를 휘둘러 때리고 발목을 걷어차는 등의 파울을 일삼은 탓에 경기 후 김태영은 코뼈가 골절되었고 최진철은 경기 내내 비에리와 씨름을 하느라 진을 빼서 오한에 시달렸다고 한다. 이탈리아가 이런 플레이를 한 이유는 기선제압을 위해서였다. 한국인 감독 시절의 대표팀을 상대로 했다면 이런 식의 플레이는 어느 정도 먹혀들 수 있었다. 실제로 김어준의 블랙하우스에 출연했던 김병지, 최용수, 하석주 등은 과거 월드컵에 나가면 TV로만 봤던 슈퍼스타들을 직접 만나게 되니 그 명성에 움츠러들어 제대로 된 플레이를 못했다고 한다. 그러나 이 대회의 대한민국 대표팀 감독은 유럽 리그에서 산전수전을 다 겪었던 거스 히딩크였고 히딩크는 이런 이탈리아의 더티 플레이에 말려들지 말 것을 선수들에게 주문했다.
단연 압권은 전반 42분, 한국의 코너킥 찬스에서 이탈리아의 다미아노 톰마시가 팔꿈치를 휘둘러 같이 공중볼을 경합하는 유상철을 친다는 것이 그만 같은 팀 동료 프란체스코 코코를 때려 부상을 입힌 것이다. 톰마시가 팔꿈치로 코코를 어찌나 세게 때렸던지 코코는 눈두덩이가 터져 피가 철철 흘렀고 경기가 끝날 때까지 그물 붕대를 하고 뛰어야했다. 그럼에도 불구하고 이탈리아는 이 경기에서 23개의 반칙을 기록해 27개의 반칙을 기록한 한국보다 4개나 더 적게 받았다. 물론 한국 선수들도 이탈리아 선수들의 잦은 파울에 자극을 받아 같이 거칠게 나갔지만 이탈리아의 반칙이 더 교묘하고 거칠었던 건 사실이었고 그에 비해서는 관대한 처분을 받았다. 이탈리아가 어찌나 악랄한 팔꿈치 공격을 시전했는지 다음 대회인 2006년 FIFA 월드컵부터는 팔꿈치를 사용하여 상대 선수를 공격했을 시 즉시 퇴장 처분을 명령하도록 룰이 강화되었다. 그리고 그 강화된 룰을 통해 첫 번째 처벌을 받은 선수는 이탈리아의 다니엘레 데 로시였다. 이 경기 117분 동안 이탈리아는 총 5장의 옐로 카드를 받게 되었고 이 중 프란체스코 토티가 2장을 받아 퇴장당하며 수적 열세에 놓이게 되어 결국 1 : 2로 역전패를 당했다. 토티는 전반전에 김남일과 공중볼을 경합하던 중에 의도적으로 손바닥으로 가격하는 반칙을 저질러 경고를 받았고 연장 전반에 페널티킥을 유도할 목적으로 시뮬레이션 액션을 한 것으로 판단되어 또다시 경고를 받아 결국 경고 누적으로 퇴장당했다.

### 트라파토니 감독의 실책
이탈리아의 지오반니 트라파토니 감독은 이 경기에서 중대한 실책을 범했는데 그것은 바로 1 : 0으로 겨우 이기고 있는 시점에서 성급하게 수비를 강화하는 작전을 구사한 것이다. 반면, 한국의 히딩크 감독은 교체 카드 3장을 모두 공격수를 투입하는데 쓰며 공격을 강화했다. 이기고 있는 상황에서 수비를 강화하는 것은 일반적인 상황이기는 하지만, 결과론적으로 라인을 올려서 압박을 해 한국의 맹공을 차단하고 빠른 역습으로 추가골을 따내는 것이 더 유효했을지도 모른다. 그런데 후반전의 이탈리아는 대부분 라인을 내리고 수비에 전념하는 소극적인 운영을 했다. 이탈리아 선수들도 마찬가지로 사람인지라 결국 5명의 공격수로 무차별 폭격을 하는 한국의 맹공을 막아내느라 지쳐버렸고, 그 결과 그토록 강력했던 카테나치오도 체력이 닳으면서 집중력도 떨어져 후반 막판 몇 분을 못 버티고 크리스티안 파누치가 볼 컨트롤 미스로 설기현에게 동점골을 허용한데 이어, 연장전에 안정환과 공중볼 경합을 해줘야 할 파올로 말디니가 지쳐서 제대로 점프하지 못해 역전 골든골까지 내주고 말았다.
또 한가지 미스터리한 것은 트라파토니 감독이 교체 카드를 단 2장만 썼다는 것인데, 왜 1장을 끝까지 아껴둔 것인지는 알 수 없다. 아무래도 이 1장의 카드는 경기 막판에 분위기를 굳히는데 쓸 용도로 아껴두고 있었으나 설기현의 동점골이 터진데다 연장전에 프란체스코 토티가 퇴장당하면서 사용할 타이밍을 놓쳤기 때문으로 추정된다.

### 체력에서의 열세
체력 싸움에서 패배한 것도 이탈리아가 이 경기에서 지게 된 원인 중 하나다. 이탈리아는 초반에 한국과 거칠게 기싸움을 하느라 오버페이스를 했고 또 이후 공격수만 5명을 투입해 맹공을 퍼붓는 한국 선수들을 막다가 진을 다 빼버렸다. 그리고 이탈리아 선수들은 한국의 고온다습한 6월 날씨에 적응을 못했는지 체력이 빨리 소모되는 모습을 보였다. 전후반 90분 동안은 그런대로 잘 버티는 듯했으나 연장전 들어 이탈리아 선수들의 움직임이 현저하게 둔화되는 모습이 보였다. 한국 선수들은 여전히 신나게 이탈리아 진영을 휘젓고 다니는데 반해 이탈리아 선수들은 제대로 뛰질 못해 그냥 롱패스를 연결해 전방으로 볼을 쑤셔넣고 경합하게 하는 단조로운 공격을 했다. 체력이 떨어지면 집중력도 떨어지기 마련이라 실수도 늘어날 수밖에 없다. 
설기현의 동점골이 터지고 불과 1분 만에 이탈리아가 다시 경기를 끝내버릴 기회를 잡았음에도 허무하게 날린 게 그 예시다. 체력적으로 지치고 흥분한 나머지 가투소도 패스를 너무 빨리 줬고 비에리 역시 무작정 발부터 갖다 대면서 허공으로 날린 것이다. 연장전에 토티의 퇴장으로 수적 열세에까지 놓이자 이탈리아는 부족한 토티의 자리를 메우기 위해 한 발 더 뛰어야 하는 불리한 입장이 되었고 안 그래도 지친 이탈리아 선수들을 더욱 지치게 만들었다. 그래서 종당에는 아예 승부차기로 끌고 갈 심산으로 노골적으로 라인을 끄집어 내리고 자기 진영에 웅크리며 극단적인 수비만 해야했다. 그러므로 체력 싸움에서 밀리며 지쳐버린 것 역시 이탈리아가 패배하게 된 원인이라 할 수 있다.

## 반응

### 대한민국
당연히 대한민국의 반응은 흥분의 도가니였다. 처음의 목표는 1승과 16강이었고 마침내 16강이란 목표를 달성하자 더 이상 바랄 게 없었는지 모두들 만족하는 분위기였다. 그 때 히딩크 감독은 그 유명한 "나는 아직 배가 고프다.(I'm still hungry.)"라는 명언으로 흐트러진 국내 분위기를 수습했고 마침내 이탈리아를 넘어 8강 진출에 성공하자 "이왕 여기까지 올라온 거 갈 때까지 가보자!"라는 분위기가 형성되었다. 그리하여 한국은 이후 22일 광주월드컵경기장에서 열린 스페인과의 8강전 경기에서 120분 동안 대등한 승부를 겨룬 끝에 0 : 0으로 비겼다. 결국 승부는 승부차기로 가리게 되었고 이운재 골키퍼가 스페인의 4번 킥커 호아킨 산체스의 킥을 막아내는 활약을 보인 끝에 5 : 3으로 승리해 아시아 최초로 4강 진출에 성공하는 기염을 토했다. 4강까지 오르자 이젠 자연스럽게 꿈으로만 느껴졌던 월드컵 우승까지 넘보기 시작했다. 25일, 서울월드컵경기장에서 열린 독일과의 4강전 경기에서 한국은 매우 분전했으나 16강전에서 이탈리아, 8강전에서 스페인과 연속으로 연장전 및 승부차기까지 가는 접전을 벌인 탓에 체력적 열세를 이기지 못하고 후반 30분, 미하엘 발라크에게 결승골을 허용해 끝내 0 : 1로 석패하고 말았다. 그리고 29일, 대구월드컵경기장에서 열린 터키와의 3위 결정전에서도 5골을 주고 받는 난타전을 벌인 끝에 2 : 3으로 석패하며 결국 최종 4위를 기록했다.
그리고 이 경기로 인해 한국인들은 한동안 이탈리아에 대해 안 좋은 인식을 갖게 되었다. 경기가 끝난 후 이탈리아 언론들이 계속해서 패배를 승복하지 않고 판정 관련으로 한국이 심판을 매수했다는 등의 황당한 음모론을 제기했고 이탈리아 선수들도 곱게 귀국하지 않고 숙소 시설을 때려부수는 등 질 나쁜 행위를 했기 때문이었다. 실제로 프란체스코 토티는 자신의 자서전에 분노를 이기지 못하고 라커룸의 기물을 파손했다고 스스로 고백했다. 또한 안정환의 소속팀 AC 페루자 칼초의 구단주 루치아노 가우치의 "소속팀이 있는 국가를 상대로 골을 넣는 것은 배은망덕한 짓이다."는 발언 역시도 그랬다. 비론 모레노 주심 탓을 하며 패배를 승복하지 않는 이탈리아를 향해 MBC의 뉴스데스크는 1986년 FIFA 월드컵 때 이탈리아가 데이비드 소차 주심의 노골적인 편파판정을 예로 들었다. 위에서 언급했듯이 정말 그 경기는 편파판정으로 얼룩진 경기였는데 전반 35분에 알레산드로 알토벨리가 한국의 페널티 박스에서 자기 혼자 스텝이 꼬여서 넘어졌는데 페널티킥을 주었을 정도였다. 이에 한국 수비수 박경훈이 항의했지만 주심 데이비드 소차는 도리어 박경훈에게 경고를 주기까지 했다. 이 사례를 언급한 뉴스데스크는 "이탈리아의 이런 추태에 대해 우리는 대범해지자."고 말했다.
그리고 이 경기에서 결승골을 넣은 안정환은 오히려 이 경기 때문에 축구선수로서의 커리어가 완전히 꼬이게 되었다. 그 이유는 소속팀이었던 AC 페루자 칼초의 구단주 루치아노 가우치가 "소속팀이 있는 국가를 상대로 결승골을 넣는 배은망덕한 짓을 했다."는 망언을 하며 일방적으로 방출해버렸기 때문이다. 그런데다 패배를 인정하지 못한 이탈리아 훌리건들은 페루자에 있던 안정환의 집을 습격해 박살을 내버렸고 안정환의 자가용 스포츠카도 모조리 박살을 내버렸으며, 소속팀 관계자가 위험할지도 모르니 복귀를 일단 하지말라고 하기도 했다. 이런 이탈리아 현지의 살벌한 분위기 때문에 월드컵이 끝나고 난 이후 안정환은 현재까지 이탈리아에 가본 적이 없다고 한다. 그래서 이사도 아내인 이혜원이 대신 가서 정리하고 왔다고 한다. 이혜원의 말에 따르면 정말 모든 게 다 박살이 나 있었다고 한다.

### 이탈리아
1966년 FIFA 월드컵 때 조선민주주의인민공화국 축구 국가대표팀에 0 : 1로 패배하는 치욕을 당했을 때에 이탈리아 축구팬들은 모두 공항으로 몰려가 선수들을 향해 날계란과 토마토를 던지며 분노를 표출했는데 이번 경기에선 주심 비론 모레노가 표적이 되면서 모레노 주심에게 온갖 비난의 화살이 쏠려 선수들은 토마토 세례를 받지 않았다. 그 때문인지 이탈리아 선수들은 일부러 더욱 모레노 주심에 대한 반감을 조장했다. 이 경기에서 퇴장당했던 프란체스코 토티는 모레노 주심을 향해 "어떻게 심판 자격증을 획득했는지 의문스럽다."고 말하고 파올로 말디니 또한 모레노 주심의 편파판정 때문에 졌다며 승부에 승복하지 않는 추태를 부렸다. 거기에 지오반니 트라파토니 감독 또한 마치 이탈리아가 억울한 패배를 당한 것인양 목소리를 높였다. 선수와 감독이 앞장서서 모레노 주심을 비난하고 나서자 이에 부화뇌동한 이탈리아 축구팬들은 10년이 훨씬 지난 지금도 이 경기가 모레노 주심 때문에 졌다고 패배를 승복하지 않는 추태를 부리고 있다. 심지어 2018년 10월에도 파올로 말디니와 프란체스코 토티는 비론 모레노 주심 탓으로 돌리며 패배를 인정하지 않는 추태를 보였다.
안정환의 소속팀인 페루자 칼초의 구단주 루치아노 가우치는 "소속팀의 국가를 상대로 결승골을 넣는 배은망덕한 짓거리를 했다."라는 망언을 했고 2002년 FIFA 월드컵 자체는 아예 이탈리아인들 사이에서 금지어가 되어버렸다.  그런데다 이탈리아 정치계도 비난에 나섰는데, 당시 이탈리아의 실권자인 실비오 베를루스코니 총리와 카를로 참피 대통령부터가 이러한 음모론을 확산시켰다. 일각에서는 당시 이탈리아 정치를 쥐락펴락하던 실비오 베를루스코니 내각이 온갖 부정부패 스캔들로 몸살을 앓고 있어서 국민적 불만을 외부로 돌릴 소재가 필요했는데 마침 이 경기에서 몇몇 논란이 있는 판정이 나오자 그걸 악의적으로 조장해 이러한 음모론을 확산시켰다는 주장도 나왔다. 즉, 이탈리아 정치의 부패 스캔들로 인한 국민적 불만을 덮기 위해 이 경기를 악용했다는 것이다. 이 경기에서 패배하면서 이탈리아는 월드컵 역사상 최초로 아시아 팀에 2번 패배한 팀이자 세계에서 유일하게 월드컵 무대에서 대한민국과 조선민주주의인민공화국에게 모두 패배를 기록한 팀으로 남게 되었다.
이러한 이탈리아 언론들의 자극적인 보도와 과격한 성향의 이탈리아의 훌리건들은 이 경기에서 결승골을 넣은 안정환의 자택을 습격해 기물을 파손하기도 했다. 이러한 안정환의 사례 때문에 10여 년 동안 세리에 A에 진출을 시도하는 한국 선수들은 단 1명도 없게 되었다. 그 뿐 아니라 모레노 주심이 마치 한국에 매수되어 이탈리아를 작정하고 떨어뜨리려 했다는 음모론을 인터넷에다 퍼뜨렸고 또 모레노 주심과 붉은 악마 응원단의 합성사진까지 게시해 가며 경기 결과에 승복하지 않는 추태를 부렸다. 파올로 말디니는 자신의 A매치 마지막 경기가 이렇게 아시아 팀에게 패배한 치욕스러운 경기로 남게 된 것에 매우 화가 났는지 이후 2010년 FIFA 월드컵을 앞두고 한국과 한 조가 되었으면 좋겠다고 은근히 기대하기도 했고 자신의 은퇴 경기 상대로 한국을 지목하기도 했다. 2010년 FIFA 월드컵에서 슬로바키아 축구 국가대표팀에 2 : 3으로 패배하고 조별리그에서 탈락하는 수모를 겪자 당시 이탈리아의 주장 파비오 칸나바로는 "오늘의 패배가 한국전에서 패배한 것보다 더 나쁘다."라며 아쉬워했다.

### 중국
이탈리아 축구 국가대표팀은 중국에서 가장 인기 있는 팀들 중 하나였다. 본래 중국이란 나라 자체가 월드컵에 올라온 게 2002년 FIFA 월드컵 단 1번 뿐이라 다른 유럽 강호들을 응원하며 그들이 이기면 마치 자신들이 이긴 것인 양 대리만족하는 경향이 있었다. 그래서 이 날 경기에 많은 중국인들이 이탈리아를 응원했다. 그런데 예상을 깨고 한국이 이탈리아를 2 : 1로 꺾는 이변을 일으키자 중국 역시 덩달아 나서서 "심판이 한국에 유리하게 편파판정을 해서 이탈리아가 졌다."는 둥 해괴한 소리를 떠들어댔다. 중국 언론들 역시 덩달아 나서서 한국이 심판의 도움 덕에 이탈리아를 이겼다며 비난을 퍼부었다. 심지어는 아예 조직적인 사기극으로 매도하는 경우도 있었다. 이렇게 중국이 노골적으로 이탈리아 편을 들며 한국을 비난한 이유는 공한증으로 얽힌 악연 때문이다. 2002년 이 당시까지 중국은 축구에서 한국을 20년이 넘도록 단 1번도 이겨보지 못했다. 이런 점 때문에 중국 축구팬들은 한국에 상당히 열등감이 쌓여 있었다. 그런데 월드컵을 2개월 앞둔 2002년 4월에 한국과 중국이 평가전을 치렀는데 그 때 0 : 0으로 비겼다. 그러자 중국 축구팬들은 이전의 결과는 싹 잊어버리고 "한국 축구와 중국 축구는 동급이다."고 떠들었다.
그리고 월드컵 본선에서 중국은 2002년 월드컵에서 1차전에서 코스타리카에 0 : 2로 패배했고 2차전에서도 브라질에 0 : 4로 참패를 당했으며 3차전에서 터키에 0 : 3으로 패배해 3전 전패로 단 1골도 득점하지 못하며 탈락했는데 '자신들과 동급이라고 여겼던' 한국은 폴란드와 포르투갈을 꺾고 16강에 오르더니 이제는 자신들이 좋아하는 팀들 중 하나인 이탈리아마저도 2 : 1로 꺾고 8강에 오르니 도무지 인정할 수가 없었던 것이다. 또 이 경기 전에 한국 축구팬들과 중국 축구팬들 사이가 틀어지는 일이 발생했는데 그것은 바로 중국 VS 터키 경기 때문이었다. 중국인들은 은근히 한국을 향해 "우리는 서로 형제의 나라다."고 말하고 그렇게 생각하는 경우가 많다. 그런데 믿었던 그 '형제의 나라' 한국인들이 중국을 응원하지 않고 터키를 열렬히 응원하자 이에 중국 축구팬들은 극심한 분노를 느꼈다. 즉, 공한증으로 인한 열등감과 중국 VS 터키 경기에서 터키를 열렬히 응원했던 한국인들에 대한 배신감 때문에 그랬던 것이다. '한국의 심판 매수설'의 최초 진원지는 이탈리아나 스페인 같은 유럽 언론들이었지만 이를 더욱 확산시킨 데 일조한 건 바로 중국 언론들이었다.
이러한 중국인들의 태도는 16년이 지난 2018년에도 남아 2018년 FIFA 월드컵에서 대한민국이 독일을 2 : 0으로 꺾는 이변을 일으키자 중국의 바둑기사 커제가 한국의 승리를 극찬했는데 이 때 중국인들이 커제의 소셜 미디어 계정을 테러하며 "한국은 2002년에 부정한 방법으로 4강에 갔다."는 둥 헛소리를 하며 난리법석을 피웠다. 자신들이 좋아하는 팀이 졌으니 마치 자기 팀이 떨어지는 것 같이 느껴졌을 법하겠지만 그렇게 한국 축구를 비하하고 4강 신화를 깎아내려서 중국 축구가 발전했느냐 하면 그렇지도 않다는 게 문제다. 2002년 대회 이후로 중국은 16년 째 월드컵 무대를 밟아보지 못하고 있고 여전히 중국의 치우미들은 유럽의 강호들을 응원하면서 대리만족하고 있다. 자신의 실패에 대한 분석과 반성은 전혀 없이 남을 깎아내리기에만 급급하니 발전할 수 있을 리가 없는 것이다.

### 일본
일본의 반응도 크게 다르지 않다. 우선 일본의 반응을 한마디로 표현하면 ‘쇼크’다. 처음에 일본 축구 국가대표팀 감독인 필리프 트루시에는 일본의 목표였던 16강 진출을 달성했기에 일본 내에서 나름대로 명장 대접을 받았다. 그런데 자신들은 16강에서 터키에 0 : 1로 패배해 탈락했는데 한국은 이탈리아를 2 : 1로 꺾고 8강에 올랐고 또 8강에서 스페인마저 승부차기 끝에 제압하며 4강까지 오르자 트루시에 감독은 갑자기 희대의 졸장으로 전락해 16강 진출을 달성하고도 욕을 먹는 처지가 되고 말았다. 그리고 그 이후로 일본 축구 국가대표팀 감독으로 부임하게 된 이들은 매 월드컵 때마다 대한민국 축구 국가대표팀의 4강 신화를 넘어서야 한다는 압박감에 시달리게 되었다. 바로 다음 대회인 2006년 FIFA 월드컵 때 일본 대표팀 감독을 맡은 지쿠는 "월드컵 우승을 하겠다."고 실현 가능성이 낮은 목표를 걸었고 2010년 FIFA 월드컵 때 일본 대표팀 감독을 맡은 오카다 다케시와 그 다음 대회 2014년 FIFA 월드컵 때 일본 대표팀 감독이 된 알베르토 자케로니 또한 "4강 진출이 목표다."는 무리수를 둬야 했다.
그리고 이러한 한국의 성적에 열등감과 질투가 생겼는지 한편으로는 한국이 심판을 매수해서 이탈리아를 이겼다거나 한국이 오심 및 편파판정 덕분에 4강에 올랐다는 거짓 주장을 퍼뜨리기도 했다.주로 일본 내 이른바 혐한 세력들과 극우 성향의 언론들이 이를 부추기고 있다. 하지만 이 경기에서 일본 역시 오심의 수혜를 받은 적이 있었으므로 이런 주장을 할 자격이 없다. 일본은 이 대회에서 심판의 결정적인 오심 때문에 1승을 챙긴 일이 있었으며 그게 H조 2차전 러시아와의 경기에서 일어났다. 
조별리그 2차전 러시아 축구 국가대표팀과의 경기에서 일본은 전반전 내내 러시아의 공격축구에 기가 눌려 수비 위주로 경기를 풀어갔다. 그렇게 러시아의 공격을 잘 막아낸 일본은 후반 6분에 야나기사와 아츠시의 패스를 받은 이나모토 준이치가 결승골을 터뜨리고 그 골을 끝까지 잘 지켜 1 : 0으로 승리했다. 그러나 당시 이나모토 준이치는 명백히 오프사이드 위치에 있었다. 오프사이드 룰은 상대 진영에서 우리 편 공격수에게 패스가 간 시점에서 우리 편 공격수의 위치가 골키퍼를 포함한 상대편 2번째 수비수보다 앞에 있을 때 오프사이드를 선언한다. 이 때 득점을 할 수 없는 부위인 양팔은 오프사이드를 판단하는 데서 제외되지만 원리원칙대로라면 코만 앞으로 나와 있어도 오프사이드다. 그런데 결승골이 터진 장면을 다시 보면 야나기사와의 패스가 간 시점에서 이나모토의 왼발이 러시아의 2번째 수비수보다 앞에 있었다. 왼발은 득점을 할 수 있는 부위이므로 명백히 오프사이드였지만 당시 주심이었던 독일인 마르쿠스 메르크는 오히려 그대로 득점을 선언했다. 그리고 이나모토의 골이 있기 3분 전에 러시아가 먼저 골찬스를 맞았으나 석연찮은 판정으로 골을 놓쳤다. 오른쪽 돌파에 성공한 발레리 카르핀이 이고르 셈쇼프를 겨냥하고 문전으로 찔러주었으나 문전 쇄도하던 셈쇼프를 일본 수비수 도다 가즈유키가 잡아채는 바람에 공은 흘러버리고 말았다. 러시아에 페널티킥을 선언해도 무관했으나 주심 마르쿠스 메르크는 그대로 경기를 계속 진행했다. 결국 러시아는 일본에게 0 : 1로 억울하게 패배하였고 이 때문에 러시아의 모스크바에선 폭동이 일어났다고 한다.

### 그 외 국가
한국의 8강 진출을 높이 평가하는 반응들도 있지만 판정면에서 논란의 여지가 있는 월드컵 경기 중 하나로 언급되기도 한다. 한편, 대회 직후 미국의 LA 타임스는 이 대회 베스트 팀으로 대한민국 축구 국가대표팀을 꼽았으며 워스트 팀으로 사우디아라비아 축구 국가대표팀과 중국 축구 국가대표팀을 꼽았다. 그리고 이 경기를 베스트 게임으로 선정했으며 가장 추악한 팀으로 이탈리아 축구 국가대표팀을 선정했다. 이탈리아를 가장 추악한 팀으로 선정한 이유는 "크로아티아에 패하자 음모론을 제기하고 한국에 지자 안정환 소속 구단인 페루자 구단주가 '해고' 등의 극언을 서슴지 않음."이라고 적시했다.
또한 이 경기 때문에 대한민국은 이탈리아를 상대로 이변을 일으킨 대표적인 팀으로 각인이 되었는지 2년 후 유로 2004에서 덴마크 축구 국가대표팀과 이탈리아 축구 국가대표팀의 경기가 있었는데 그 때 덴마크 응원단에서 태극기를 준비해 이탈리아 선수들을 향해 심리적 도발을 감행했고 이것이 먹혔는지 이탈리아는 덴마크를 상대로 0 : 0 무승부를 거두고 말았다. 그리고 8년 후인 2010년 FIFA 월드컵에서 이탈리아는 조별리그 2차전에서 뉴질랜드 축구 국가대표팀과 경기를 하게 되었는데 이 때 뉴질랜드의 리키 허버트 감독은 경기를 앞두고 기자회견에서 "뉴질랜드가 20일 ‘새로운 한국’이 될 것이다. 뉴질랜드는 20일 경기에서 이탈리아를 패닉으로 몰아넣을 것이다. 이것은 이미 한국이 한 차례 이뤄낸 것으로, 우리도 승리의 기쁨을 누릴 수 있다."고 밝히며 사실상 뉴질랜드가 한국이 일으켰던 2002년의 그 이변을 재현하겠다는 도발을 했다. 그 뿐 아니라 뉴질랜드 응원단들도 태극기를 흔들며 이탈리아 선수들을 향해 도발을 감행했다. 이 역시 도발이 먹혔는지 이탈리아는 축구보다 럭비가 더 인기가 많은 축구 불모지 뉴질랜드를 상대로도 졸전 끝에 1 : 1로 비기고 말았다.
거스 히딩크 감독의 모국인 네덜란드에서도 한국이 이탈리아를 2 : 1로 꺾자 "오렌지팀(네덜란드 축구 국가대표팀의 별명)이 이겼다. 네덜란드인 거스 히딩크 감독이 이끄는 한국 대표팀은 오렌지팀이나 마찬가지다."라며 한국의 승리를 극찬하며 마치 자국 대표팀이 이긴 것처럼 기뻐했다. 네덜란드의 명선수 출신의 지도자 요한 크루이프 또한 "짧은 시간에 한국팀을 새롭게 바꾼 히딩크는 놀라운 사람이다. 그가 네덜란드인인 것이 자랑스럽다."며 극찬을 아끼지 않았다. 한국이 이탈리아를 상대로 2 : 1 역전승을 거두자 네덜란드 일간지 파롤은 "지난 월드컵에서 한국팀을 5 : 0으로 완파한 네덜란드 팀이 지금 붙으면 한국팀을 이길 수 있을까?"라며 의구심을 표하기도 했다.

## 같이 보기
- 마라카낭의 비극
- 베른의 기적
- 조선민주주의인민공화국 대 이탈리아 (1966년 FIFA 월드컵)
- 도하의 기적
- 프랑스 대 세네갈 (2002년 FIFA 월드컵)
- 슬로바키아 대 이탈리아 (2010년 FIFA 월드컵)
- 대한민국 대 독일 (2018년 FIFA 월드컵)

### 내용주
1. ↑  토티의 이 말은 이탈리아 축구 문화에 대한 이해도 좀 있어야 이해할 수 있는 부분인데 득점이 많이 나고 공격적인 축구를 좋아하는 브라질과 달리 이탈리아는 카테나치오라고 불리는 이른바 빗장수비로 유명한 팀이라 골이 많이 터지는 공격적인 축구보다는 치열한 압박을 전개하는 수비적인 축구를 더 높이 평가하는 경향이 크다. 그리고 그렇게 치열한 압박 수비가 전개되는 속에서 겨우 1골 넣고 이기는 것을 최고의 경기로 평가한다. 이탈리아의 명 수비수 파올로 말디니는 "축구에서 가장 아름다운 스코어는 0 : 0이고 그 다음으로 아름다운 것은 상대 실수로 인한 1 : 0 승리이다."고 말한 바 있다. 물론 말디니가 수비수라 그런 것도 있지만 전반적으로 이탈리아 축구 분위기 또한 다르지 않으며 이탈리아 선수들은 승부에 대한 예측을 질문받으면 항상 1 : 0으로 이길 것이라는 말을 많이 한다.
2. ↑  사실 말디니는 멀티 플레이어였기 때문에 센터백으로도 많은 경기를 훌륭하게 소화했다. 레프트백이면서도 센터백도 같이 볼 수 있는 선수였다.
3. ↑  훗날 거스 히딩크 감독은 이 경기를 회고하면서 안정환의 페널티킥 실축을 매우 아쉬운 기회였다고 회고했다. 이 때 선제골을 넣었으면 이탈리아가 만회골을 넣기 위해 더욱 공격적으로 나오게 될 것이고 그럼 빈 틈이 많이 생겨서 역습을 통해 득점을 노릴 기회가 더 많이 생기기 때문이었다. 즉, 쉽게 갈 수 있는 경기를 어렵게 돌아가게 되었다고 아쉬워한 것이다.
4. ↑   하지만 결과적으로 이것은 이탈리아에게 오히려 이득이 되었는데 만약 이때 코코가 경고를 받았다면 이미 코코가 전반전에 경고를 받았기 때문에 경고 누적으로 퇴장이 되어 이 때부터 이탈리아는 10명이 뛰어야 했기 때문이다.
5. ↑   사실 이 때 비에리가 골을 성공시켰으면 남은 시간을 고려할 때 이탈리아의 승리가 확실했기에 아주 결정적인 찬스였다. 훗날 모레노 주심은 편파판정 의혹을 제기하는 이탈리아 언론을 향해 "그때 가투소의 패스를 하늘로 날려버린 건 내 잘못이 아니다."고 반박했던 바 있다. 그만큼 이탈리아에 있어 천재일우의 기회였는데 패스도 너무 빨리 왔고 비에리 역시 급한 마음에 무작정 발부터 갖다 대면서 볼이 하늘 높이 떠버린 것이다.
6. ↑   이 대회 이전까지 1966년 FIFA 월드컵 때 조선민주주의인민공화국 축구 국가대표팀이 8강에 올라간 것과 1994년 FIFA 월드컵 때 사우디아라비아 축구 국가대표팀이 16강에 올라간 것이 아시아 팀이 월드컵에서 유이하게 토너먼트에 진출한 사례인데 1966년 대회에서 8강은 지금처럼 3라운드가 아니라 2라운드였고 이 때 조선민주주의인민공화국은 포르투갈 축구 국가대표팀에 3 : 5 역전패를 당했으며 1994년 대회에서 사우디아라비아 역시 16강에서 스웨덴 축구 국가대표팀에 패배했다. 이번 대회에서 대한민국과 함께 16강에 올랐던 일본 축구 국가대표팀 역시 16강에서 터키 축구 국가대표팀에 0 : 1로 패배했다. 그 이후로 2010년 FIFA 월드컵에서 대한민국과 일본 축구 국가대표팀이 16강에 올랐지만 대한민국은 우루과이 축구 국가대표팀에 1 : 2로 석패했고 일본 역시 파라과이 축구 국가대표팀에 승부차기 끝에 패배했다. 2018년 FIFA 월드컵 때에도 일본이 16강 진출에 성공했지만 벨기에 축구 국가대표팀에 2 : 3 역전패를 당하여 현재까지 대한민국이 이탈리아를 2 : 1로 이긴 이 경기가 아시아 팀이 토너먼트에서 승리를 기록한 최초의 사례이자 유일한 사례이다. 한국이 그 다음 스페인과의 경기에서 승리하긴 했지만 승부차기 승리였기에 공식 기록은 무승부이기 때문이다.
7. ↑   다시 한 번 강조하지만 1966년 FIFA 월드컵 때 8강은 3라운드가 아니라 2라운드였다.
8. ↑   1966년 대회까지는 선수 교체 제도가 없었다. 부상으로 경기를 뛰지 못하게 되면 그 인원이 부족한 대로 계속 경기를 해야 했다. 즉, 경기 중 부상은 팀 전체의 손실인 셈이었다.
9. ↑   이 경기 이전까지 아시아 팀에 패배한 팀들 중에 선제 득점한 후 역전패를 당한 팀은 단 1번도 없었다.
10. ↑   2014년까지는 이탈리아만이 전 세계에서 유일하게 월드컵에서 아시아 팀에 2번 패배한 팀으로 있었지만 2018년 FIFA 월드컵에서 이란 축구 국가대표팀이 모로코 축구 국가대표팀을 1 : 0으로 이기면서 모로코가 이탈리아의 뒤를 이어 아시아 팀에 2번 패배한 팀이 되었다.
11. ↑   모로코는 1994년 FIFA 월드컵에서 사우디아라비아에 1 : 2로 패배한 적이 있었다.
12. ↑   사실 그 경기는 한국 대표팀이 몸풀기 용으로 대충 치른 경기였다. 또 지난 1998년 FIFA 월드컵을 앞두고 중국과 평가전을 했다가 공격수 황선홍이 부상당하는 일이 발생했기 때문에 부상을 피하려고 좀 몸을 사리면서 경기를 했다.
13. ↑   참고로 중국인들이 말하는 '형제의 나라'는 터키인들이 말하는 '형제의 나라'와는 그 뜻이 다르다. 중국인들이 말하는 형제의 나라란 '같은 부모에게서 나온 동등한 형제관계'가 아니라 '자기네들이 형님 대접을 받고 한국을 포함한 주변국은 복종의 대상'이라는 전형적인 중화사상에서 나온 억지일 뿐이다.

### 참고주
1. ↑  “‘독일 무너뜨린 태극전사’역대 월드컵 이변 2위…1위는?”. 《KBS》. 2018년 7월 1일.
2. ↑  최하나 (2018년 6월 4일). “'아침마당' 김보민 아나운서 "남편 김남일, 과일 먹고 탈나 경기 지장"”. 《티브이데일리》. 2018년 11월 12일에 원본 문서에서 보존된 문서. 2018년 11월 11일에 확인함.
3. ↑  주성하 (2009년 4월 3일). “[뉴스 뒷이야기]이탈리아엔 박두익이, 북한엔 에우제비오가 산다”. 《동아일보》. 2018년 10월 3일에 확인함.[깨진 링크(과거 내용 찾기)]
4. ↑  “2002 한일 월드컵 공식 홈페이지 (대한민국 2-1 이탈리아 통계자료)”. 2005년 1월 23일에 원본 문서에서 보존된 문서. 2005년 1월 23일에 확인함.
5. ↑  고향미 (2014년 9월 23일). “'비정상회담' 알베르토, "이탈리아서 2002 월드컵 얘기하면 큰일 나"”. 《마이데일리》. 2018년 10월 4일에 확인함.
6. ↑  현윤경 (2017년 11월 14일). “[르포] 60년 만에 월드컵 좌절…충격에 할말 잃은 이탈리아”. 《연합뉴스》. 2018년 10월 4일에 확인함.
7. ↑  “Angry Italy blame 'conspiracy'”.
8. ↑  정상원 (2002년 6월 22일). “[FIFA] '오프사이드 규칙' 개정 검토”. 《한국일보》. 2018년 10월 4일에 확인함.
9. ↑  “Blatter condemns officials”.
10. ↑  Tonelli, Matteo (2002년 6월 18일). “Corea del Sud-Italia 2–1” [South Korea-Italy 2–1]. 《la Repubblica》 (이탈리아어). 2015년 1월 29일에 확인함.
11. ↑  “이천수, 말디니 사건 고의성 인정 "황선홍 부상 때문에"”. 2018년 11월 4일에 원본 문서에서 보존된 문서. 2018년 11월 4일에 확인함.
12. ↑  강대호 (2015년 2월 7일). “‘한일월드컵 토티 퇴장’ 모레노 “伊, 아직도 1938년 같다””. 《MK 스포츠》. 2018년 11월 3일에 확인함.
13. ↑  “Fifa investigates Moreno”. 《BBC News》. 2002년 9월 13일.
14. ↑  “판정시비 모레노 ‘무혐의’”. 2002년 9월 13일.
15. ↑  임경구 (2002년 6월 25일). “"심판 탓하기 앞서 너 자신의 플레이를 돌아보라" - <해외 시각> 추악한 유럽축구 vs 순수한 아시아 축구”. 《프레시안》. 2018년 11월 3일에 확인함.
16. ↑  특별취재반 (2006년 6월 18일). “<월드컵> 한 경기 3명 퇴장은 이번이 4번째”. 《연합뉴스》. 2018년 11월 4일에 확인함.
17. ↑  이성모 (2018년 10월 18일). “토티 "2002 월드컵 한국전, 주심이 훔쳐간 경기"”. 《골닷컴》. 2018년 11월 11일에 확인함.
18. ↑  박대성 (2018년 10월 18일). ““오심 투성이” 토티-말디니, 2002 월드컵 한국전에 분노”. 《스포탈코리아》. 2018년 11월 1일에 확인함.
19. ↑  고향미 (2014년 9월 23일). “'비정상회담' 알베르토, "이탈리아서 2002 월드컵 얘기하면 큰일 나"”. 《마이데일리》. 2018년 10월 4일에 확인함.
20. ↑  이승선 (2002년 6월 19일). “"한국은 실력으로 이겼다" - 세계언론들, 한국 8강 진출에 진심어린 기립박수”. 《프레시안》. 2018년 10월 7일에 확인함.
21. ↑  박태견 (2002년 6월 20일). “안정환 퇴출에 숨어 있는 '이탈리아 政言유착' - 베를루스코니 정권, 미디어와 스포츠가 양대 통치기구”. 《프레시안》. 2018년 10월 7일에 확인함.
22. ↑  구자윤 (2010년 6월 26일). “칸나바로 "伊, 한국전 패배보다 더 나빠"”. 《골닷컴》. 2018년 10월 4일에 확인함.
23. ↑  여인옥 (2002년 6월 21일). “"한국 8강진출은 편파판정 때문" - <현지 리포트> 한국에 대한 중국언론의 악의적 보도”. 《프레시안》. 2018년 11월 10일에 확인함.
24. ↑  이인환 (2018년 6월 29일). “성난 中 팬, 한국 대표팀 칭찬한 커제 SNS 테러..."한국 칭찬하지마"”. 《OSEN》.
25. ↑  장지영 (2018년 1월 16일). ““日 ‘혐한’ 시작은 2002 월드컵”… 아사히신문 분석”. 《국민일보》.
26. ↑  “<월드컵> 무라카미 류 "한국의 투지 부럽다"”. 《연합뉴스》. 2002년 6월 24일. 2018년 11월 10일에 확인함.
27. ↑  “[월드컵] 日 언론 "한국 '심판 매수·유치한 전략' 수치심 없다" 막말”. 《울산매일》. 2014년 6월 14일. 2018년 11월 10일에 확인함.
28. ↑  “-월드컵- 일본, 러시아 꺾고 감격의 첫 승”. 《연합뉴스》. 2002년 6월 9일. 2018년 10월 6일에 확인함.
29. ↑  “<월드컵> 러시아-벨기에, 사활 건 일전”. 《연합뉴스》. 2002년 6월 13일. 2018년 11월 10일에 확인함.
30. ↑  이승선 (2002년 6월 19일). “"한국은 실력으로 이겼다" - 세계언론들, 한국 8강 진출에 진심어린 기립박수”. 《프레시안》. 2018년 10월 7일에 확인함.
31. ↑  김동찬 (2018년 6월 6일). “[월드컵] 말도 안 되는 장면 9위에 2002년 한국-이탈리아전”. 《연합뉴스》. 2018년 10월 7일에 확인함.
32. ↑  권오연 (2002년 7월 1일). “<월드컵> LA 타임스 "한국이 베스트 팀"”. 《연합뉴스》. 2019년 8월 23일에 확인함.
33. ↑  강건택 (2004년 6월 15일). “<유로2004> 덴마크팬, 태극기 응원 논란”. 《연합뉴스》. 2018년 10월 6일에 확인함.
34. ↑  문소영 (2010년 6월 22일). “亞 축구 롤모델 한국”. 《서울신문》. 2018년 10월 6일에 확인함.
35. ↑  이은지 (2010년 6월 21일). “뉴질랜드-이탈리아전 태극기 등장, 왜? 뉴질랜드 고도의 심리전인가”. 《뉴스엔》. 2018년 10월 6일에 확인함.
36. ↑  박제균 (2002년 6월 19일). “"오렌지팀이 이겼다" 네덜란드도 환호”. 《동아일보》. 2018년 10월 6일에 확인함.